# Partito Democratico di Somalia
Il Partito Democratico di Somalia in (somalo: Xisbiga Dimuqraadiga Soomaaliyeed) è un Partito politico in Somalia. È stato fondato nel 2010 da Maslah Mohamed Siad, il figlio dell'ex presidente della Somalia Siad Barre. Al 2012, il partito aveva la sua sede principale a Nairobi, e altre sedi negli Stati Uniti, in Canada e in alcuni paesi dell'Europa. Secondo le parole del vicepresidente del partito Dhakane, la piattaforma del partito è basata sulle elezioni multipartitiche.